# U-Bahnhof Hasenbuck
Der U-Bahnhof Hasenbuck (Abkürzung: HA) ist der achte U-Bahnhof der Nürnberger U-Bahn und wurde am 18. Juni 1974 eröffnet. Er ist 752 m vom U-Bahnhof Frankenstraße und 1509 m vom U-Bahnhof Bauernfeindstraße entfernt. An den Bahnhof schließt sich Richtung Langwasser eine Abstell- und Kehranlage an. Täglich wird er von rund 4.100 Fahrgästen genutzt (Mo–Fr, 2019).

## Lage

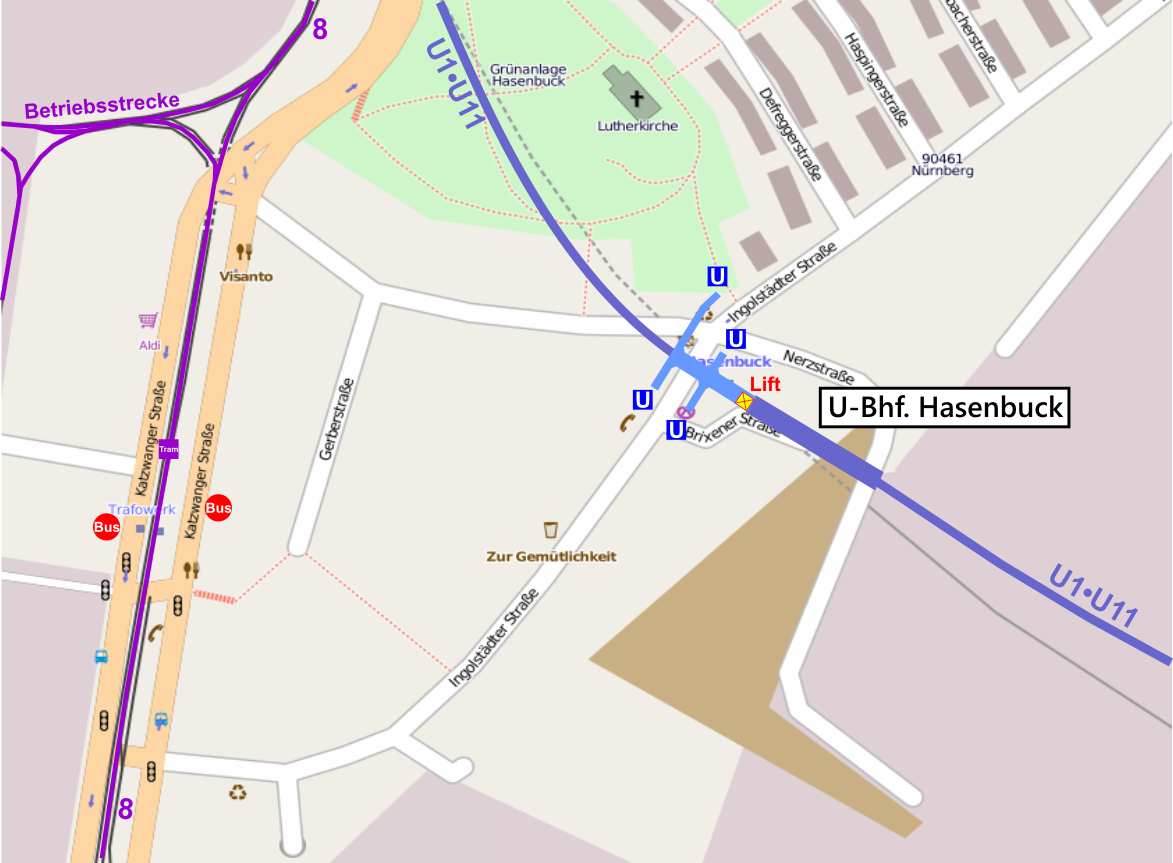
Lageplan U-Bhf. Hasenbuck

Der Bahnhof liegt im Nürnberger Stadtbezirk Hasenbuck und erstreckt sich unterirdisch in Nordwest-Südost-Richtung zwischen der Kreuzung Ingolstädter-/ Nerzstraße und der Nerzstraße. Der einzige Aufgang führt vom nördlichen Bahnsteigkopf in ein Verteilergeschoss unter der Kreuzung Ingolstädter-/ Nerzstraße und von dort aus an alle ihre Ecken. Ein Aufzug führt vom Nordkopf des Bahnhofs an die Oberfläche.
In der Umgebung des Bahnhofs befinden sich das DB-Ausbesserungswerk und der Rangierbahnhof.

## Bauwerk und Architektur
Die Bauarbeiten für das 150 m lange Bahnhofsbauwerk begannen im Juli 1971 und wurden in offener Bauweise mit Berliner Verbau ausgeführt. Der Aufzug wurde im Jahre 1982 nachgerüstet. Hasenbuck war der erste Nürnberger U-Bahnhof, der ein unterirdisches Fußgängerverteilergeschoss erhielt.
Die Farbe des U-Bahnhofs ist braun. Die mit Keramikfliesen gekachelten Bahnsteigwände sind vom Boden bis auf Höhe der Bahnsteigkante braun, dann weiß mit Unterbrechung durch das Band mit dem Bahnsteignamen (weiße Schrift auf braunem Hintergrund) und anschließend wieder braun bis zur Decke. Die runden Stützsäulen sind ebenfalls braun gekachelt.
Der Bahnhof liegt unmittelbar am Rand des Neubaugebiets Lichtenreuth. Um den Zugang von dort zu verbessern, ist ein neuer Zugang an der Ostseite des Bahnhofs geplant. Die Bauarbeiten sollen 2027 beginnen und ein Jahr dauern. Dabei wird auch der Brandschutz verbessert.

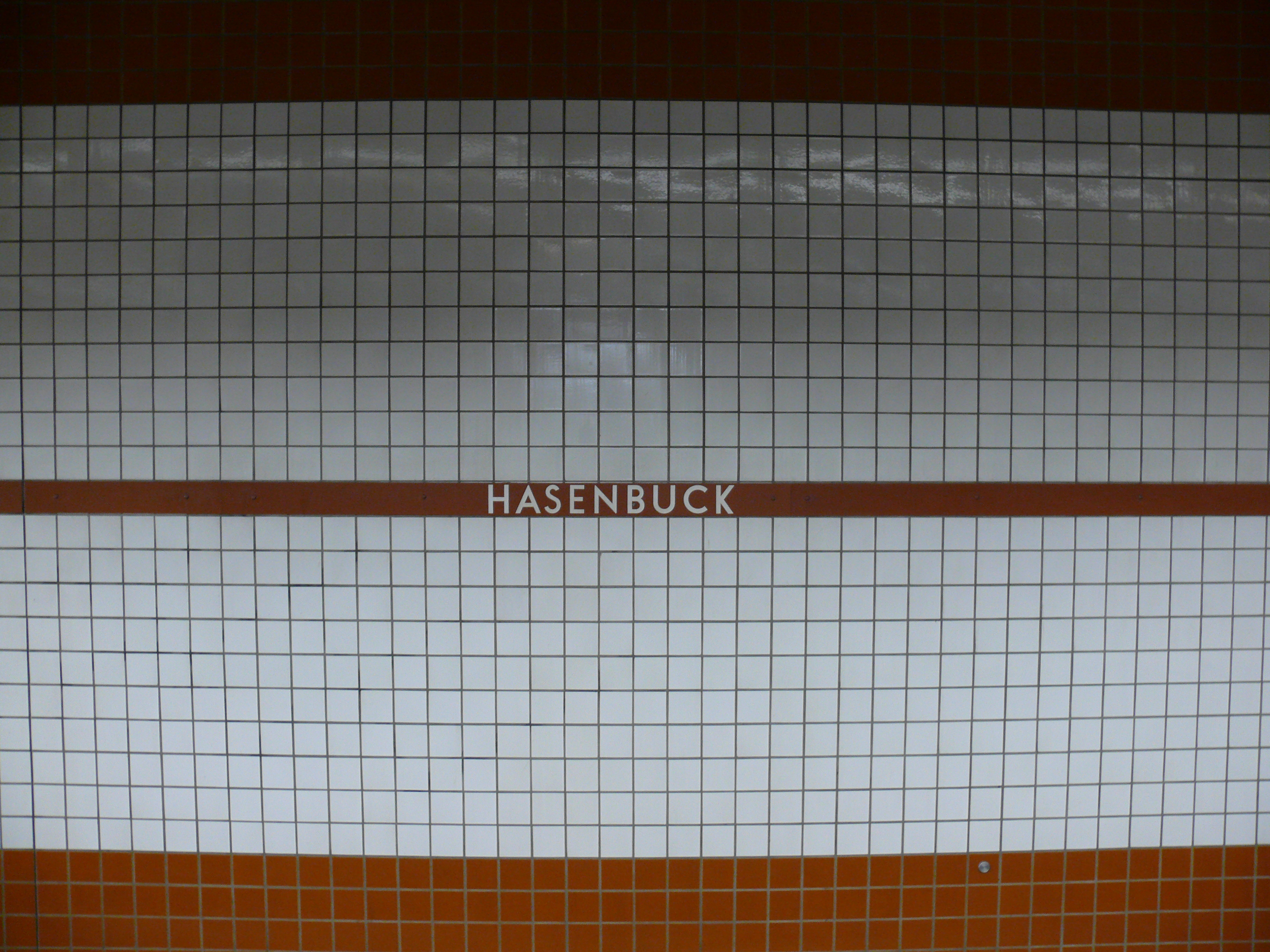
Stationsname
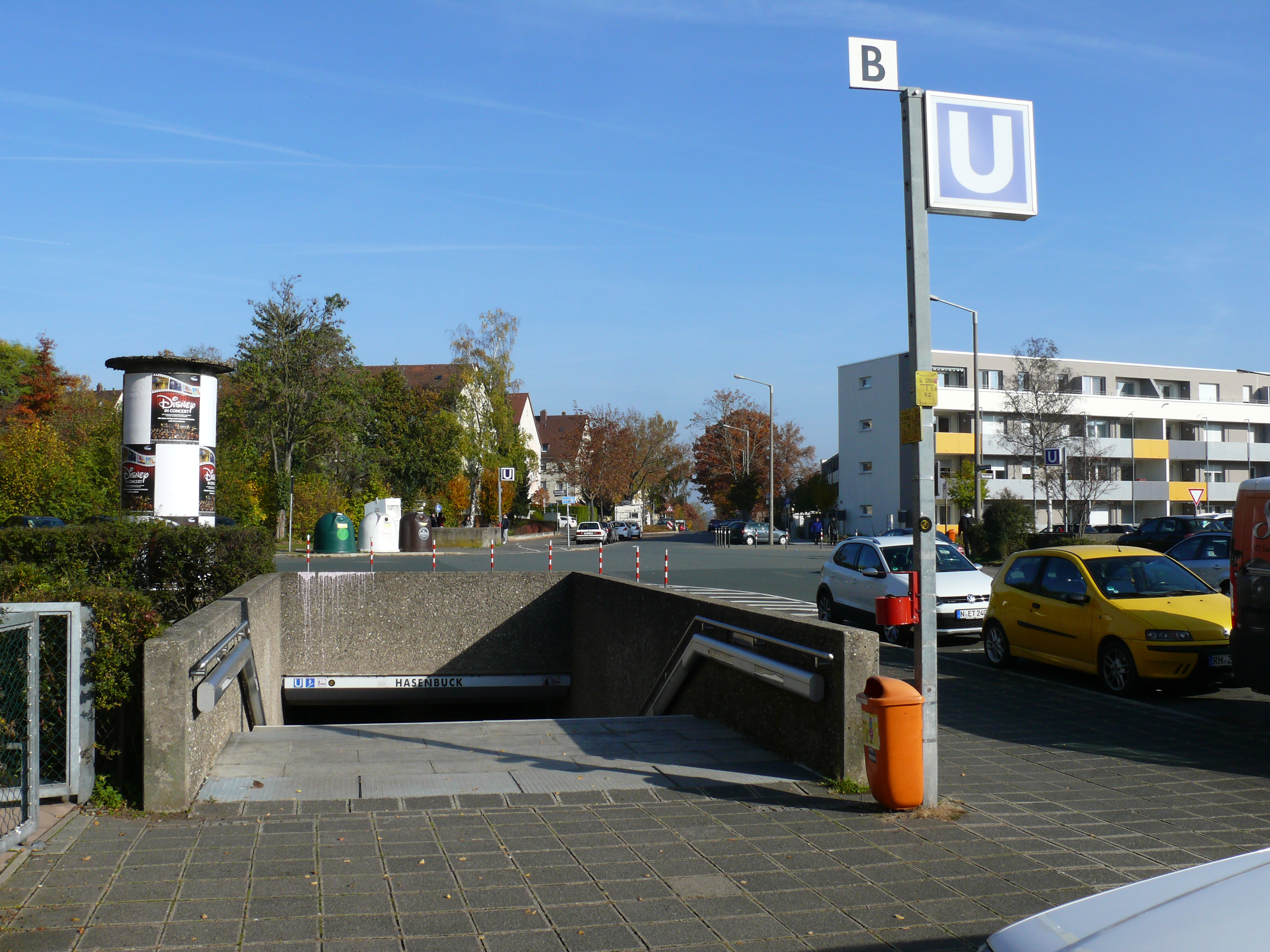
Zugang an der Oberfläche
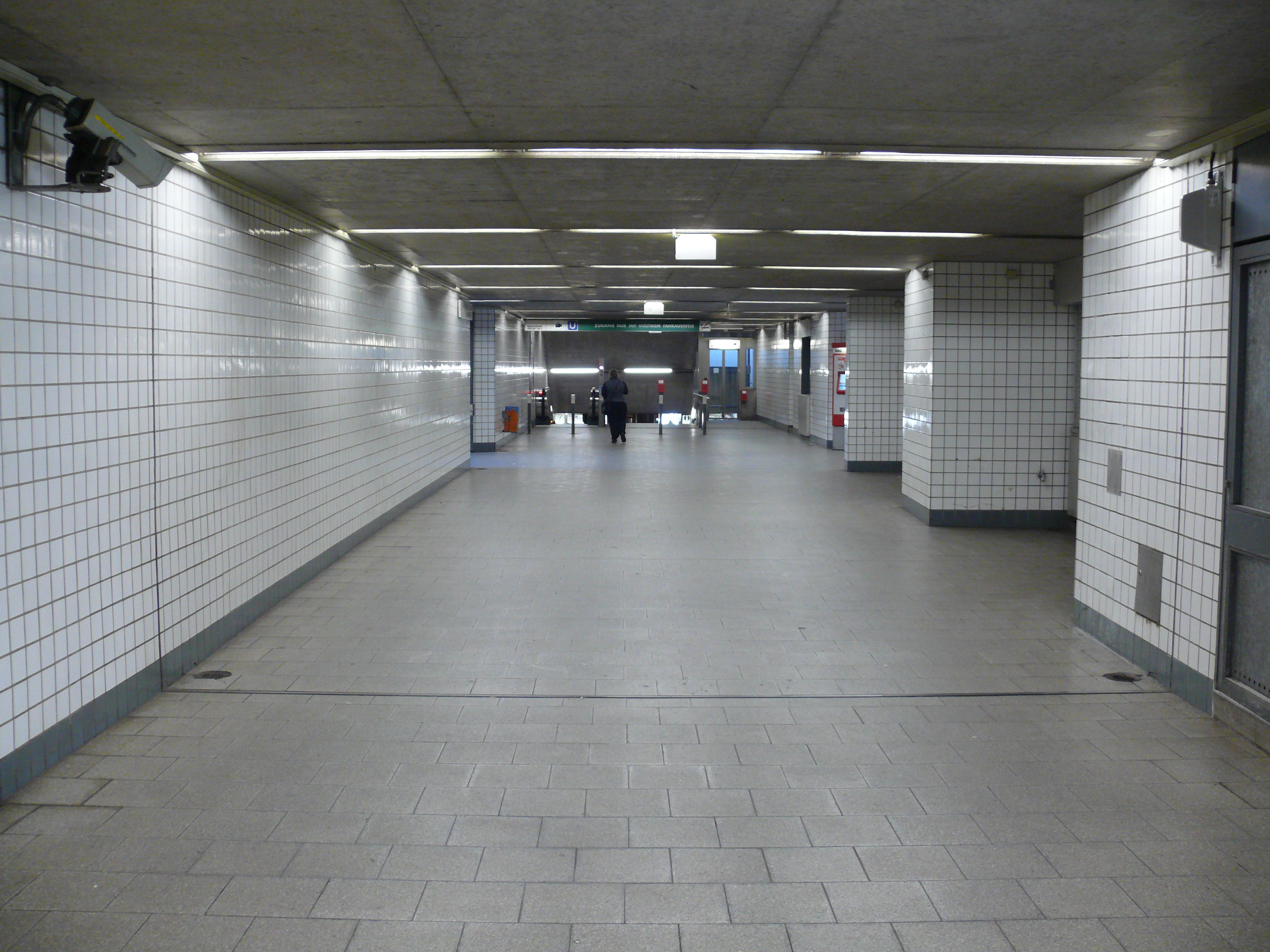
Verteilergeschoss
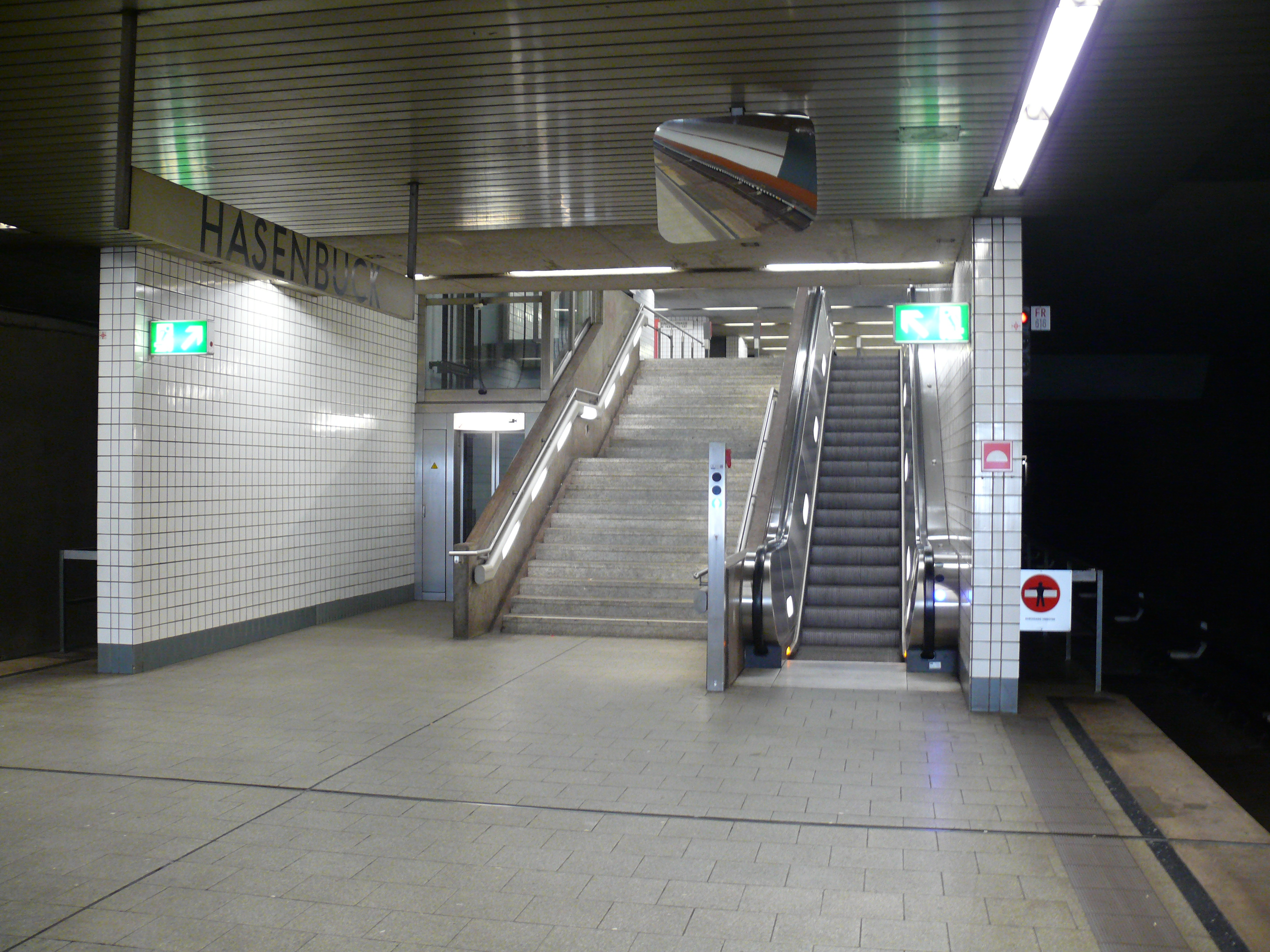
Aufgang von der Bahnsteigebene zum Verteilergeschoss
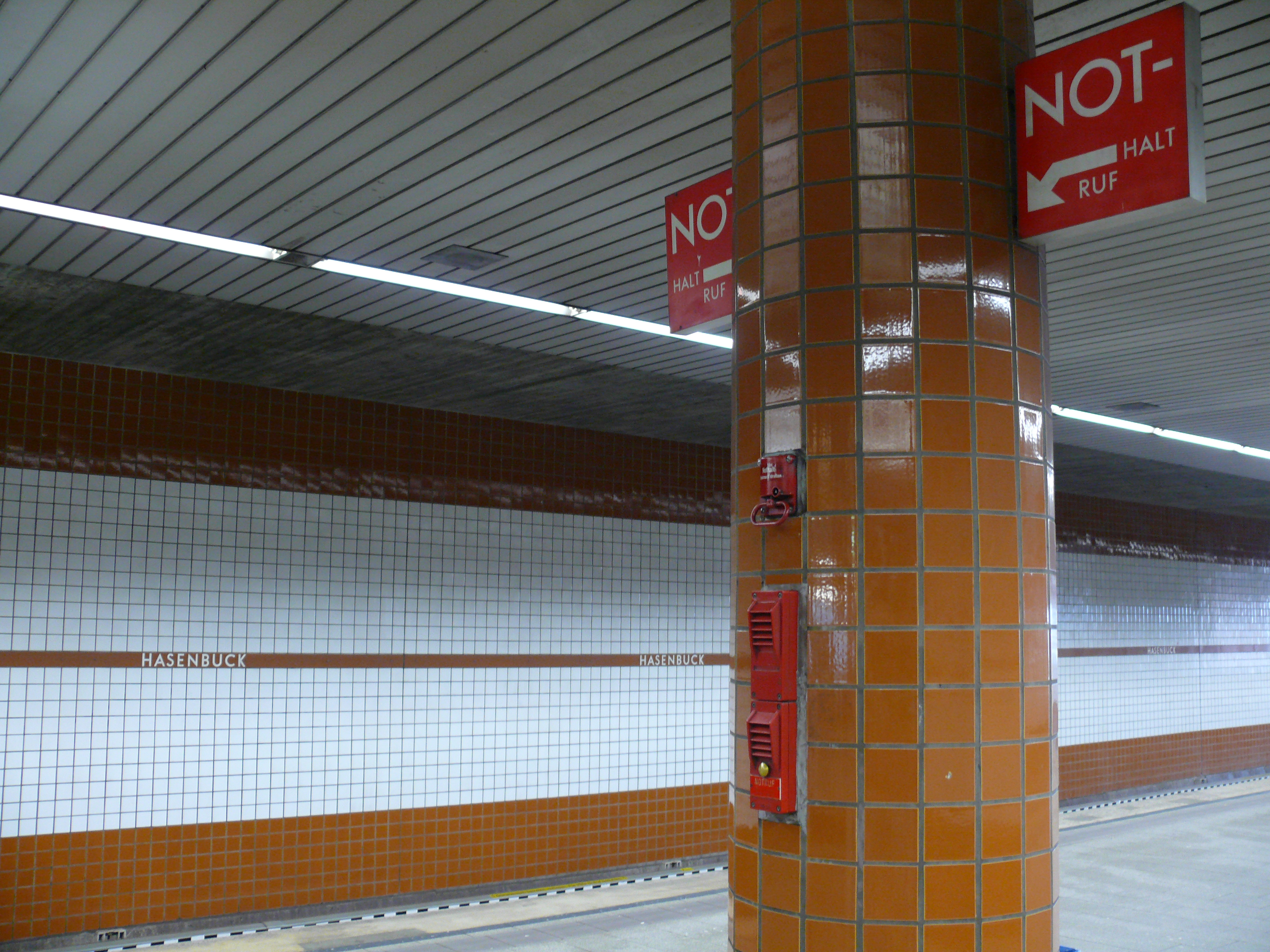
Notrufsäule
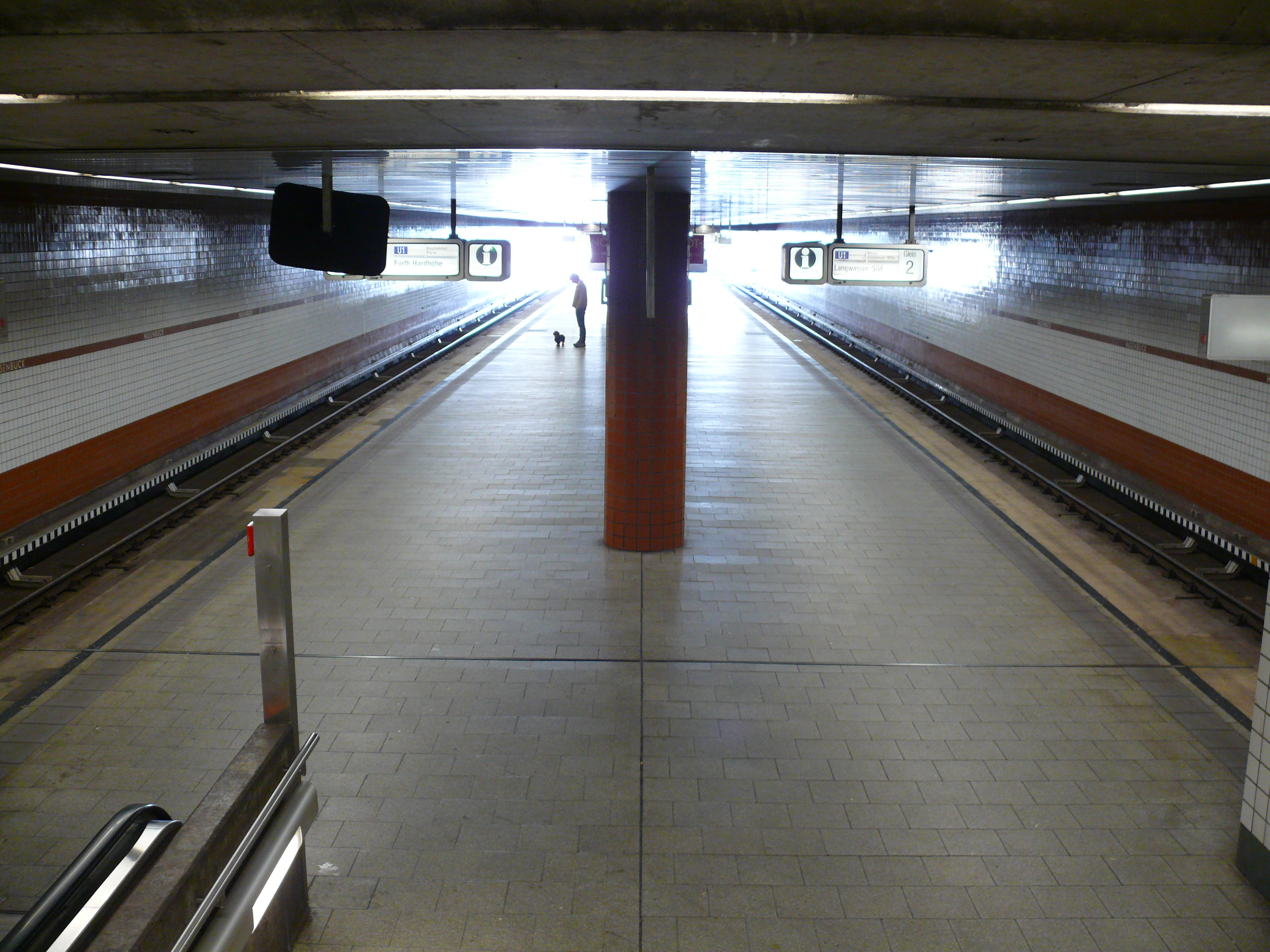
Übersicht Bahnsteigebene

## Linien
| Linie | Verlauf | Takt |
| ----- | --- | --- |
| U1    | Langwasser Süd – Gemeinschaftshaus – Langwasser Mitte – Scharfreiterring – Langwasser Nord – Messe – Bauernfeindstraße – Hasenbuck – Frankenstraße – Maffeiplatz – Aufseßplatz – Hauptbahnhof – Lorenzkirche – Weißer Turm – Plärrer – Gostenhof – Bärenschanze – Maximilianstraße – Eberhardshof – Muggenhof – Stadtgrenze – Jakobinenstraße – Fürth Hauptbahnhof – Rathaus – Stadthalle – Klinikum – Hardhöhe Stand: Fahrplanwechsel Dezember 2023 | 5–7 min (montags–freitags) 3–4 min (Langwasser–Eberhardshof an Schultagen) 6–7 min (samstags) 10 min (sonn-/feiertags) |

Der Bahnhof wird von der U-Bahn-Linie U1 bedient.